# Natan Altman
Natan Altman (ur. 1864 w Glinach lub Częstochowie, zm. w grudniu 1929 w Berlinie) – żydowski malarz, portrecista i pejzażysta.

## Życiorys
Syn Jakuba, handlarza i Zeldy z Grosbergów. Urodził się we wsi Gliny, został jednak zarejestrowany w księdze Pławna, gdzie mieszkali jego rodzice. Z Pławna przeniósł się wraz z nimi do Siewierza, Konopisk, a następnie do Poczesnej. W 1880 roku osiedli w Częstochowie, gdzie mieszkali przy al. Kościuszki 2.
Prawdopodobnie ukończył gimnazjum rządowe w Częstochowie, a po jego ukończeniu podjął naukę w szkole rysunkowej Wojciecha Gersona w Warszawie. Przeniósł się następnie do Wiednia, a jeszcze później na studia do Akademii Sztuk Pięknych w Monachium. W latach 1894–1904 mieszkał w Łodzi, a w 1904 roku wyjechał do Berlina. Był twórcą portretów i pejzaży, znany był także jako kopista dzieł Rembrandta i Rubensa.
Swoje dzieła wielokrotnie prezentował w warszawskim Towarzystwie Zachęty Sztuk Pięknych (m.in. w 1893, 1897, 1901, 1902, 1910, 1913, 1924 i 1925), oraz w Salonie Aleksandra Krywulta (1898, 1901 i 1902). Brał również udział w konkursach malarskich organizowanych przez TZSP. 
Zmarł w Berlinie, w grudniu 1929 roku, jego pogrzeb odbył się 11 grudnia na cmentarzu żydowskim w Weißensee. Pozostawił po sobie około 100 obrazów, które przewieziono następnie do Warszawy. Dwa portrety jego autorstwa znajdują się w zbiorach Żydowskiego Instytutu Historycznego.